# Anna-Maria Müller
Pour les articles homonymes, voir Müller.
Anna-Maria Müller devenue Anna-Maria Murach, née le 23 février 1949 à Friedrichroda et morte le 23 août 2009 à Berlin, était une lugeuse est-allemande. Elle a pratiqué ce sport au plus haut niveau pendant les années 1960 et 1970.
Au cours de sa carrière, elle a remporté le titre olympique lors des Jeux olympiques d'hiver de 1972 à Sapporo. Elle a également remporté une médaille aux Championnats du monde en argent en 1969 à Königssee. Lors des Jeux olympiques d'hiver de 1968 de Grenoble, elle termine initialement seconde de la compétition dont les conditions météorologiques ont raccourci les épreuves, avant d'être disqualifiée comme toute l'équipe d'Allemagne de l'Est. En effet le comportement de la délégation est-allemande éveille des soupçons en raison de leur arrivée tardive en maison de départ tout comme leur départ rapide de la maison d'arrivée, le jury d'appel constate alors que les lames de leurs luges aient été chauffées illégalement. Ainsi, les trois représentantes de l'Allemagne de l'Est Ortrun Enderlein (première), Müller (seconde) et Angela Knösel (quatrième) sont disqualifiées, le titre revenant à Erika Lechner.
Elle était également pharmacienne dans la vie civile à Berlin.

## Palmarès
| Compétitions / Année    | 1968 | 1969 | 1970 | 1971 | 1972 |
| ----------------------- | ---- | ---- | ---- | ---- | ---- |
| Jeux olympiques d'hiver | Dsq. |      |      |      | 1er  |
| Championnats du monde   |      | 2e   |      |      |      |
| Championnats d'Europe   |      |      | 1re  |      | 3e   |

- Notices d'autorité :   - VIAF
  - GND
- Ressources relatives au sport :   - Munzinger
  - Olympedia